# Notker de Stotteraar
Notker of Notger de Stotteraar (van Sankt Gallen), in het Latijn Notgerus Balbulus (Heiligau, ca. 840 – Sankt Gallen, 912) was een vroegmiddeleeuwse auteur, componist, poëet en benedictijn in de Abdij van Sankt Gallen. 
Notker de Stotteraar is de patroon van de muzikanten en wordt aangeroepen tegen het stotteren. Hij werd zalig verklaard in 1512. Zijn naamdag is op 6 april, maar in Sankt Gallen wordt hij ook op 7 mei gevierd.

## Biografie
Notker de Stotteraar werd rond 840 geboren in een welgestelde familie, in de Zwitserse plaats Heiligau (het huidige Elgg bij Winterthur). Hij werd reeds als kind toevertrouwd aan de benedictijnenabdij van Sankt Gallen. Op de toegestane leeftijd trad hij toe als monnik en zijn leven lang zou hij de functie bekleden van bibliothecaris en hoofd van de kloosterschool.

## Werk
Notker de Stotteraar componeerde muziek en schreef er liturgische teksten bij. Zijn Media vita in morte sumus (Latijn voor Midden in het leven staan we in de dood) werd het strijdlied van de kruisvaarders. Door liturgen wordt hij beschouwd als de oudste en bekendste dichter van sequensen (beurtzangen na een Bijbellezing) in de kerkmuziek; zijn Liber de musicis notis et symphoniarum modis (Boek over muziekschrift en harmonieleer) is verloren gegaan, maar mede door hem werd Sankt Gallen een centrum van Europese kunst en cultuur. Wel bewaard gebleven zijn van hem Hymni et sequentiae (Hymnen en Sequenties), zijn dichtbundel Carmina varia (Verschillende gezangen), een heiligenkalender en een van veel fantasie getuigende levensbeschrijving van Karel de Grote.
Notker de Stotteraar vond een mnemotechnisch middeltje uit om de veelal lange en moeilijke melismen (lange reeksen noten op één lettergreep) te onthouden. Hij gaf aan elk van die noten een eigen lettergreep, zodat de noten makkelijker te onthouden waren. Zo ontstonden de tropen en sequensen.